# Aloe musapana
Aloe musapana ist eine Pflanzenart der Gattung der Aloen in der Unterfamilie der Affodillgewächse (Asphodeloideae). Das Artepitheton musapana verweist auf das Vorkommen der Art auf dem Musapa-Berg in Simbabwe.

## Beschreibung

### Vegetative Merkmale
Aloe musapana wächst stammbildend, ist von der Basis aus oder darüber verzweigt und bildet dichte Gruppen. Der meist hängende Stamm erreicht eine Länge von bis zu 20 Zentimeter und ist 1 Zentimeter dick. Die etwa zehn linealisch-spitzen Laubblätter sind zweizeilig an den Trieben angeordnet. Die dunkelgrüne Blattspreite ist 30 bis 40 Zentimeter lang und 1,5 Zentimeter breit. Auf ihr sind gelegentlich nahe der Basis einige weiße Flecken vorhanden. Die Blattunterseite ist nahe der Basis mit vielen schmutzigweißen, linsenförmigen Flecken bedeckt. Winzige knorpelige, weiße Randzähne werden nur nahe der Blattbasis ausgebildet.

### Blütenstände und Blüten
Der einfache Blütenstand erreicht eine Länge von 30 bis 40 Zentimeter. Die ziemlich dichten, zylindrisch spitz zulaufenden Trauben sind 15 Zentimeter lang und 6 Zentimeter breit. Die eiförmig-spitzen Brakteen weisen eine Länge von 10 Millimeter auf und sind 6 Millimeter breit. Die scharlachroten, gelegentlich leuchtend orangefarbenen Blüten sind an ihrer Mündung hellgrün. Sie stehen an 20 Millimeter langen Blütenstielen, sind 28 bis 30 Millimeter lang und an ihrer Basis gerundet. Auf Höhe des Fruchtknotens weisen die Blüten einen Durchmesser von 6 Millimeter auf. Darüber sind sie zur Mündung erweitert. Ihre äußeren Perigonblätter sind nicht miteinander verwachsen. Die Staubblätter und der Griffel ragen kaum aus der Blüte heraus.

## Systematik und Verbreitung
Aloe musapana ist in Simbabwe auf steilen Felsflächen in Höhen von 1900 bis 2060 Metern verbreitet.
Die Erstbeschreibung durch Gilbert Westacott Reynolds wurde 1964 veröffentlicht.

## Nachweise